# Lulewiczki
Lulewiczki (deutsch Neu Lülfitz) ist ein Ort der Woiwodschaft Westpommern in Polen. Er liegt in der Gemeinde Białogard (Belgard) im Powiat Białogardzki.
Lulewiczki liegt knapp drei Kilometer nördlich von Białogard und grenzt an das Stadtholz von Białogard und an die Feldmark von Żelimucha (Buchhorst).

## Geschichte
Den Ort ist im Jahre 1832 entstanden, nachdem im Dorf Lülfitz die Separation der landwirtschaftlichen Flächen zwischen der Grundherrschaft und den Bauern durchgeführt worden war. Grundherrschaft war dort die Kämmerei der Stadt Belgard. Die Kämmerei erhielt Landflächen zugewiesen, die sie aufteilte und auf denen sie in der Form einer Streusiedlung Bauernstellen einrichtete. Die neue Siedlung erhielt den Namen Neu Lülfitz, das bisherige Bauerndorf Lülfitz zur Unterscheidung den Namen Alt Lülfitz. Die Verbindungen nach Belgard waren immer eng: So gingen die Kinder hier überwiegend zur Schule, und die Marienkirchengemeinde der Stadt war die für Neu Lülfitz zuständige Kirchengemeinde. Überraschenderweise war die Orientierung nach Alt Lülfitz nicht so stark.
In Heinrich Berghaus’ Landbuch des Herzogtums Pommern und des Fürstentums Rügen (1867) ist Neu Lülfitz als sogenannte Colonie unter den Belgarder Kämmerei-Ortschaften aufgeführt. Damals lebten in Neu Lülfitz 41 Familien mit insgesamt 206 Einwohnern in 31 Wohnhäusern. Ferner gab es 38 Wirtschaftsgebäude, 1 Windmühle, 45 Pferde, 147 Rinder, 249 Schafe, 100 Schweine, 2 Ziegen und 24 Bienenstöcke. Im Jahre 1939 wurden nur noch 173 Personen in 40 Haushaltungen gezählt.
Bis 1945 gehörte der Ort zum Landkreis Belgard (Persante) und bildete mit Alt Lülfitz, Redlin und Rostin das Amt Lülfitz. Das zuständige Standesamt war in Roggow, und das Amtsgericht stand in Belgard.
Bernhard Eichholz war der letzte deutsche Bürgermeister der Gemeinde.
Anfang März 1945 wurde der Ort kampflos von den sowjetischen Truppen eingenommen. Im Spätherbst 1945 begann die Vertreibung. Neu Lülfitz kam unter dem Namen Lulewiczki zu Polen und gehört heute zur Landgemeinde Białogard. Zuständige evangelische Kirchengemeinde ist die Parafia Koszalin in der Diözese Pommern-Großpolen der Evangelisch-Augsburgischen Kirche in Polen.